# Plaza de toros de Pontevedra
La plaza de toros de Pontevedra es un coso taurino situado en la ciudad española de Pontevedra. La plaza cuenta con una capacidad para 7.800 espectadores y está catalogada como de segunda categoría.El actual coso sustituyó a otro de madera de 1892, aunque la tradición taurina de la ciudad gallega se remonta al siglo XVII.

## Historia
Con anterioridad a los cosos, los toros se lidiaban en las plazas de la Herrería y Alhóndiga, cerrando las entradas con tablados y reservando los derechos de disfrutar de las ventanas de ciertas casas para presencias los festejos. Estos espectáculos quedan constatados en las crónicas que Prudencio Landín Tobío hizo de la villa pontevedresa.
En 1891 se cedió un lugar en el Campo de la Torre a Daniel García para la construcción de una plaza de toros. En 1892, el capitán de artillería Benito Calderón Ozores, hermano de la marquesa de Riestra y yerno de Eugenio Montero Ríos, en asociación con dos cordobeses, promovió la construcción de una plaza de toros de madera en el Campo de la Torre, en el mismo emplazamiento que la actual plaza de piedra. En 1896 se recibió en el Ayuntamiento una solicitud para la construcción de una plaza de toros de piedra. La solicitud fue aprobada el 5 de noviembre del mismo año, pero el proyecto de construcción quedó en suspenso hasta 1899.
El arquitecto Siro Borrajo Montenegro, fue el encargado de dirigir las obras que comenzaron en octubre de 1899. Concretamente el día 8 a ritmo de pasodoble interpretado por la Banda del Hospicio. Antes de cumplirse un año del inicio de las obras fue inaugurada por los matadores de toros Emilio Torres Bombita y Ricardo Torres Bombita chico que lidiaron reses de Salas. Fue el 12 de agosto de 1900 durante las Fiestas de La Peregrina, en el barrio de San Roque, el mismo sitio donde se ubicó la plaza de madera.
Desde 1975 la plaza pertenece a los hermanos Lozano.

## Descripción

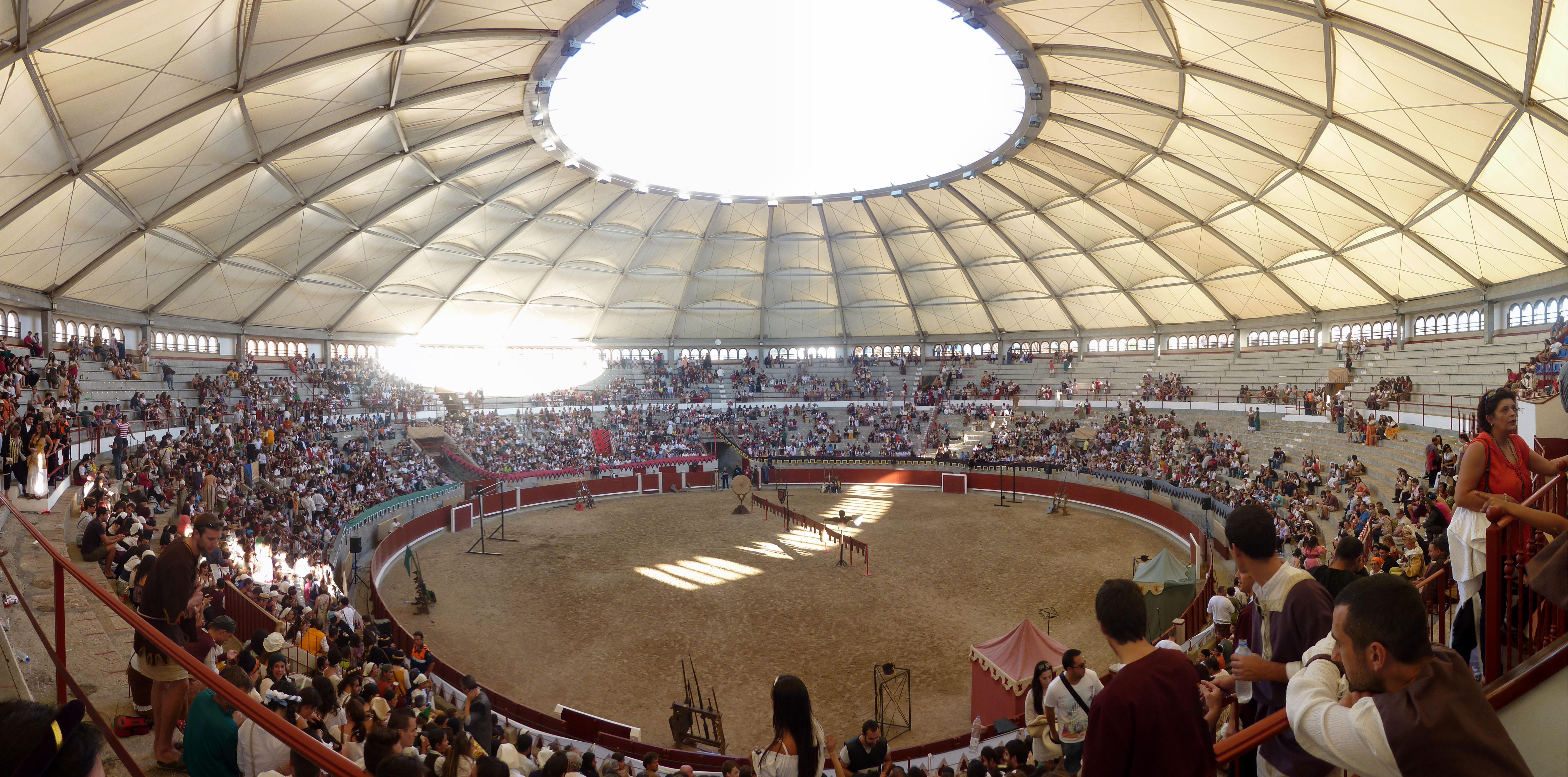
Interior cubierto de la plaza.

El coso tiene una distribución en dos pisos, siendo la primera zona de tendidos y la segunda de palcos y andanadas. En el año 1996 se remodeló la plaza para dotarla de una cubierta, de tela similar a la de los veleros, que cubre a los espectadores y parte del ruedo, a la vez que deja al aire libre el centro del platillo. Esta cubierta de membrana de PVC con una superficie de 4300 m² se inauguró el 25 de julio, en una corrida donde se lidiaron reses de la ganadería de El Torreón y en la que se anunciaron los matadores de toros Enrique Ponce y Vicente Barrera, junto al colombiano César Rincón.
Característico de la plaza de toros de Pontevedra es su gran afición. El tendido de sol se llena de peñas que con su indumentaria multicolor, alegría y jolgorio crean un gran ambiente cada tarde de toros. Casi 50 agrupaciones peñistas que celebran cada año su Feria de la Peregrina. Este fenómeno de las peñas no es una moda nueva, sino que es algo arraigado en Pontevedra.

## Feria taurina
Es uno de los ciclos taurinos de la temporada española que mejor flujo tiene en la taquilla al generar gran expectación sus carteles. La actividad taurina se concentra en el marco de la Feria de La Peregrina, patrona de la provincia de Pontevedra y que se celebra cada año el segundo domingo de agosto.

## Galería de imágenes

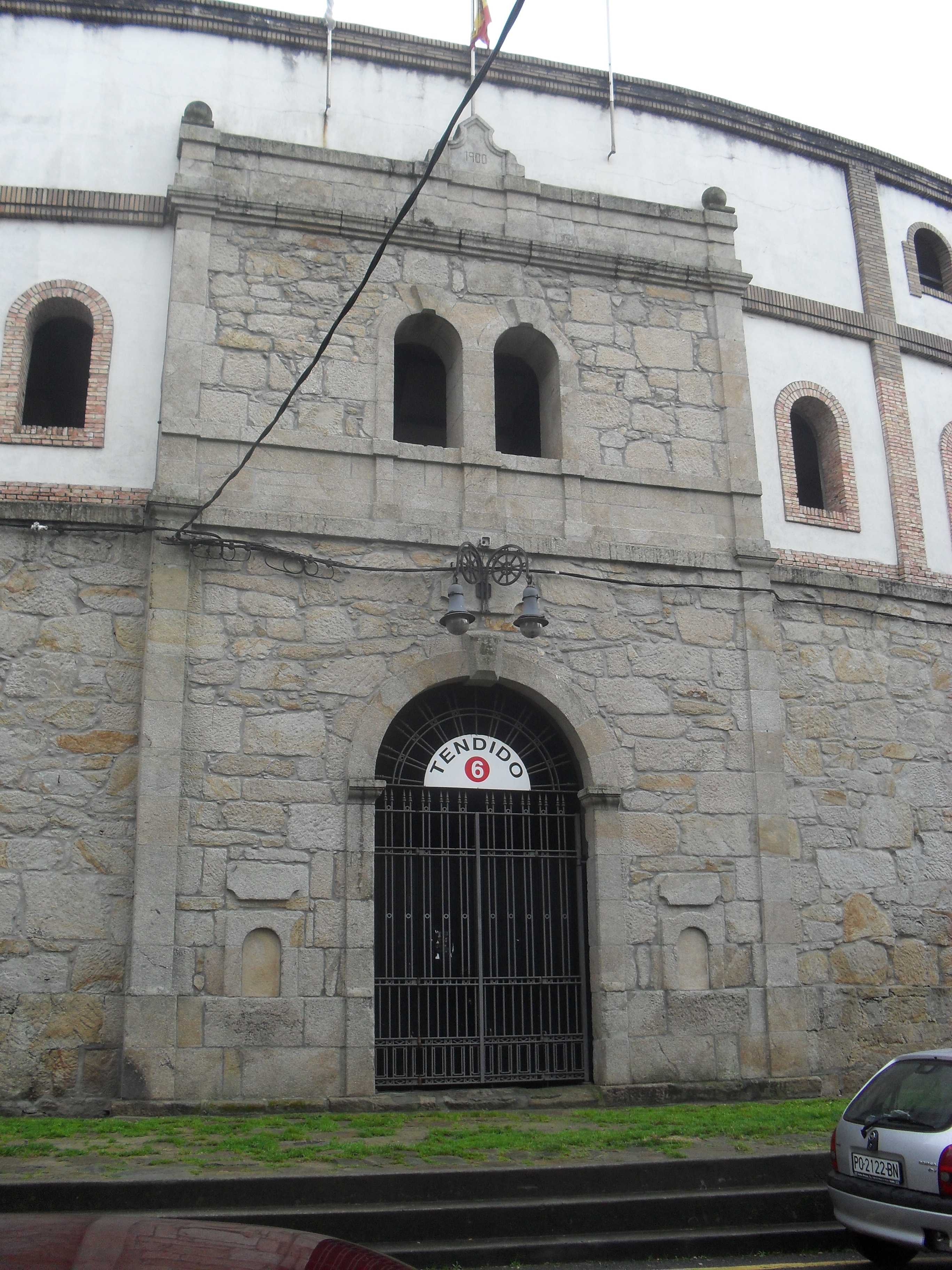
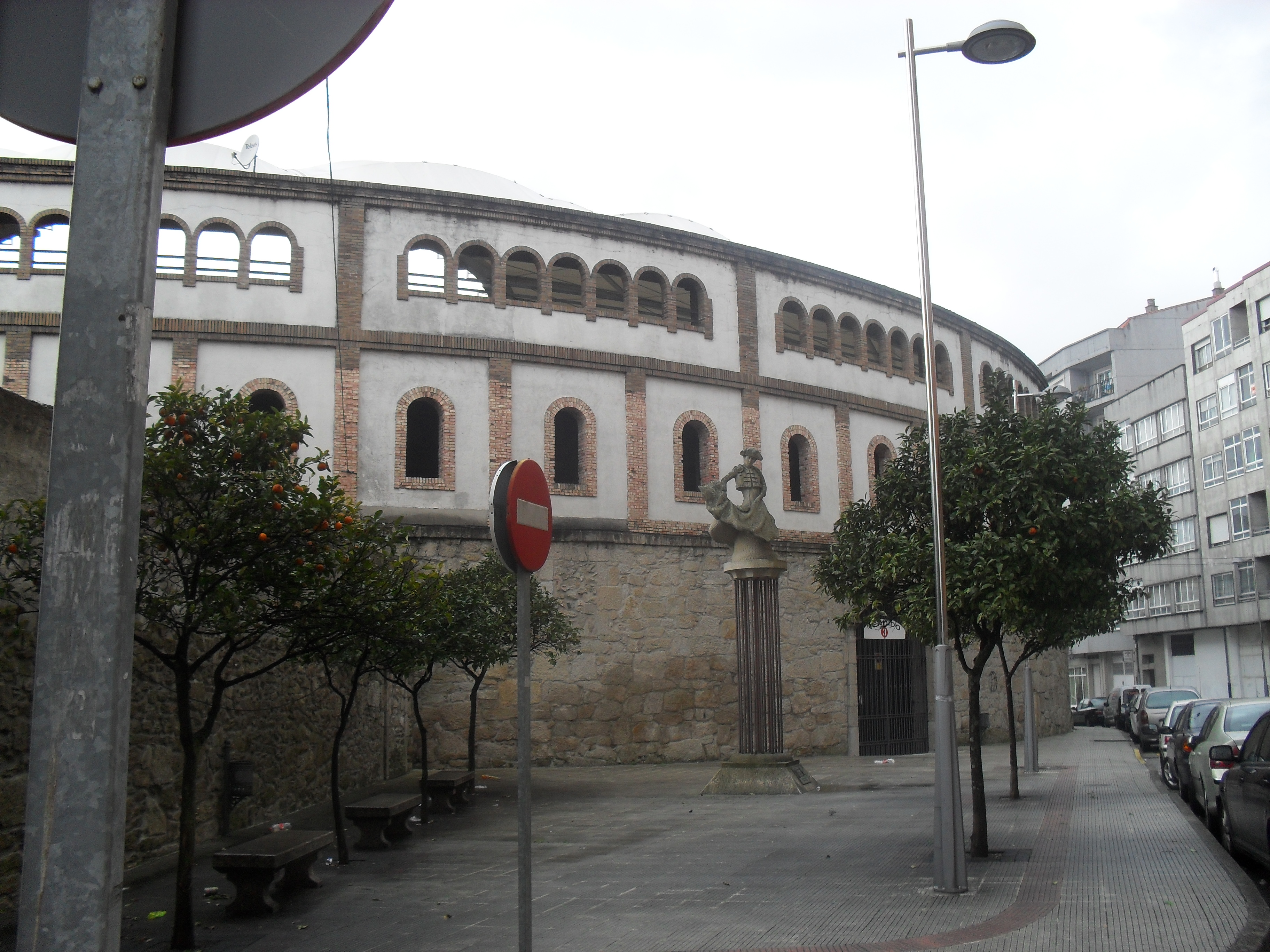
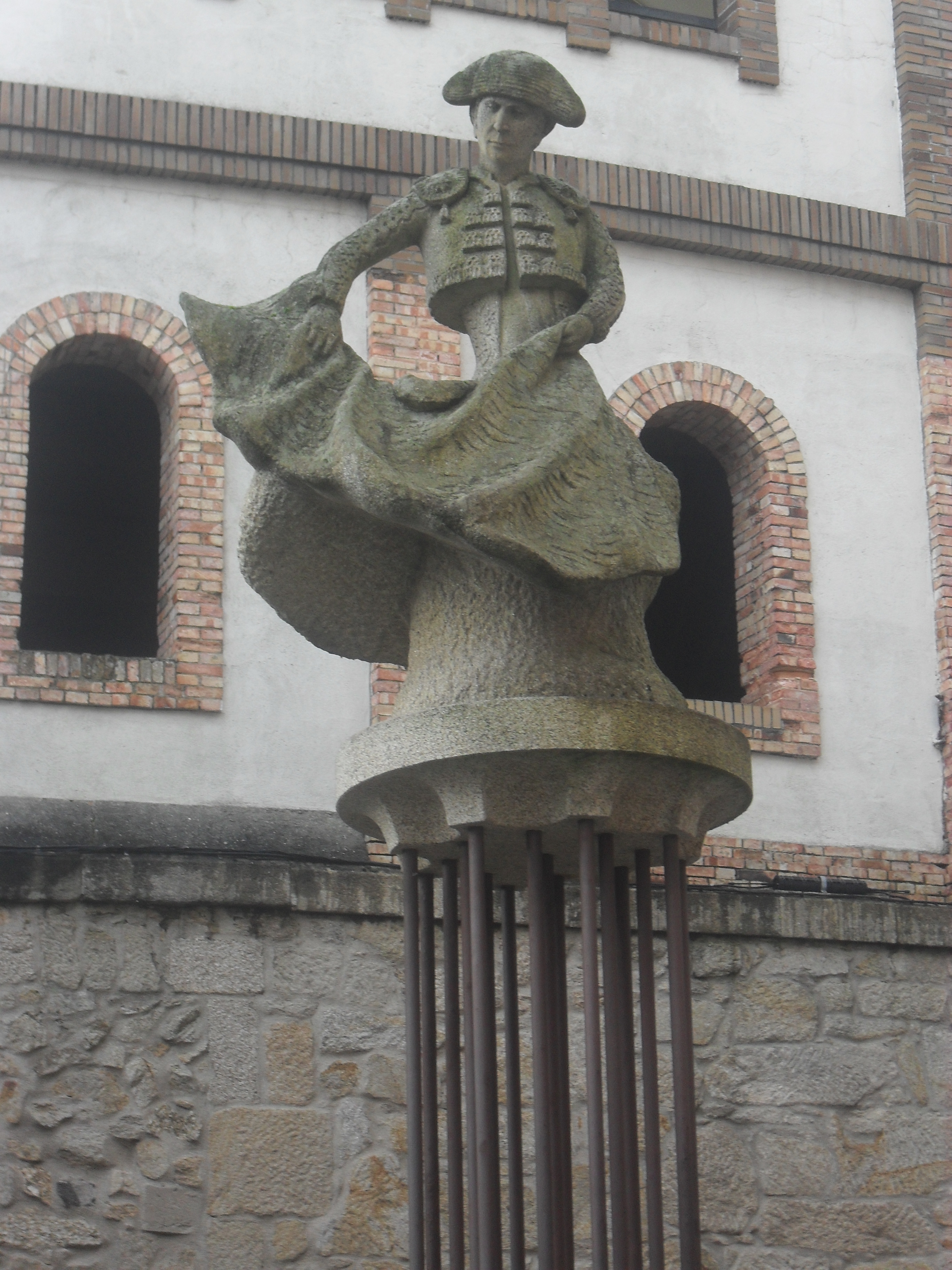
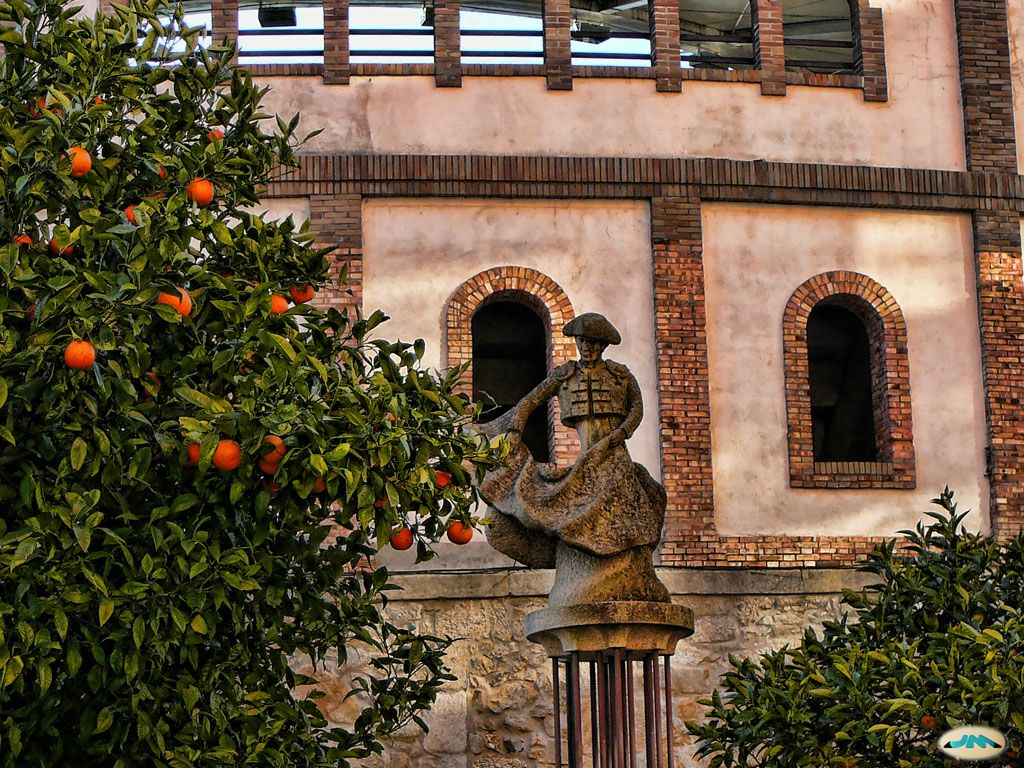
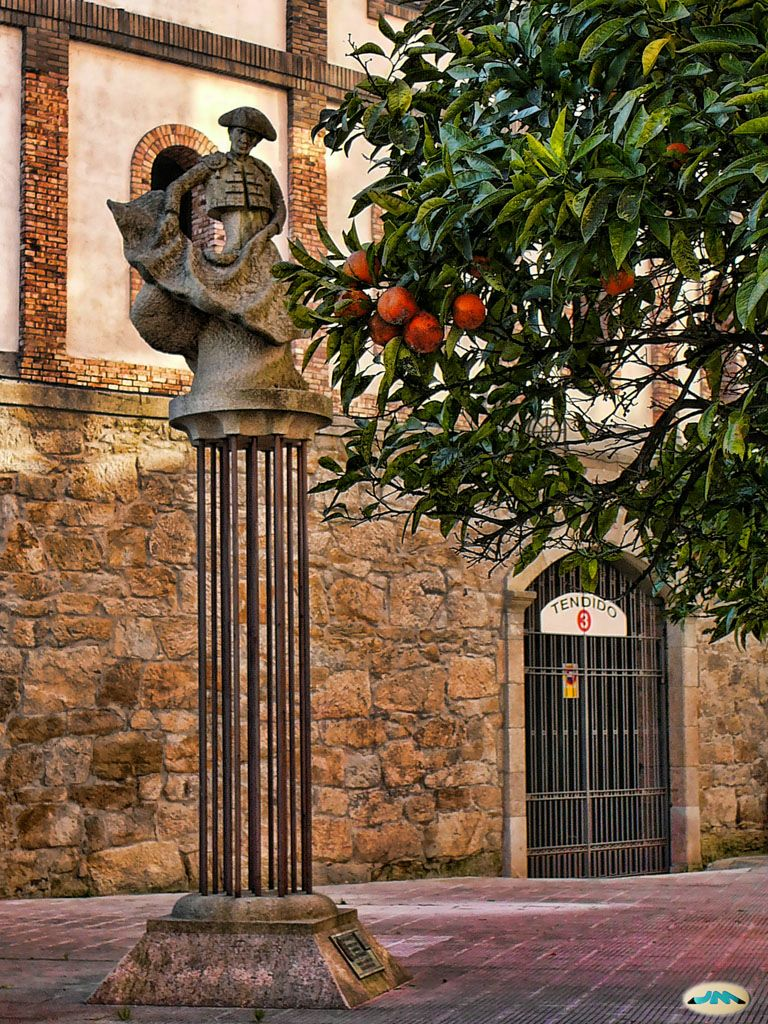
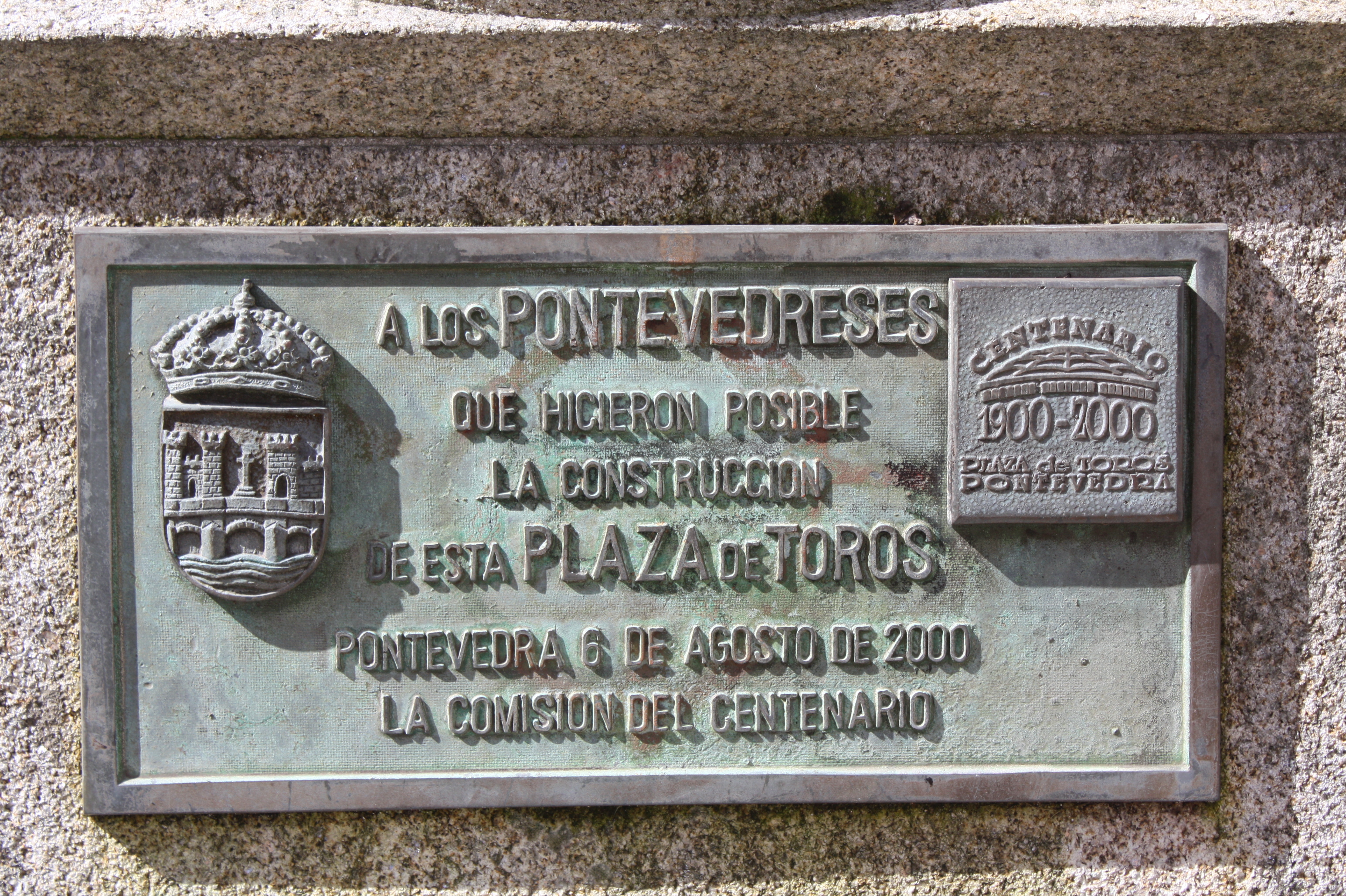
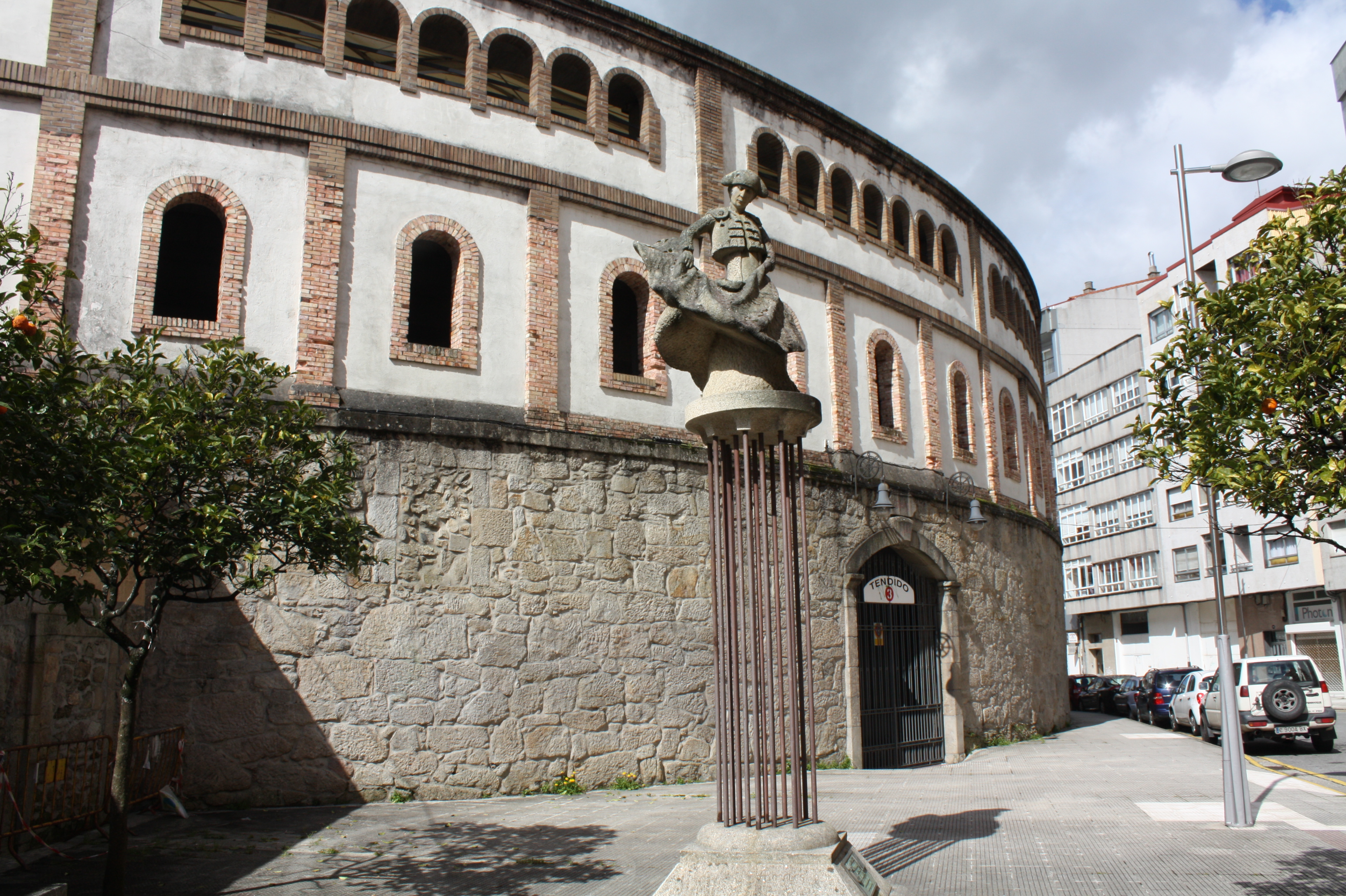
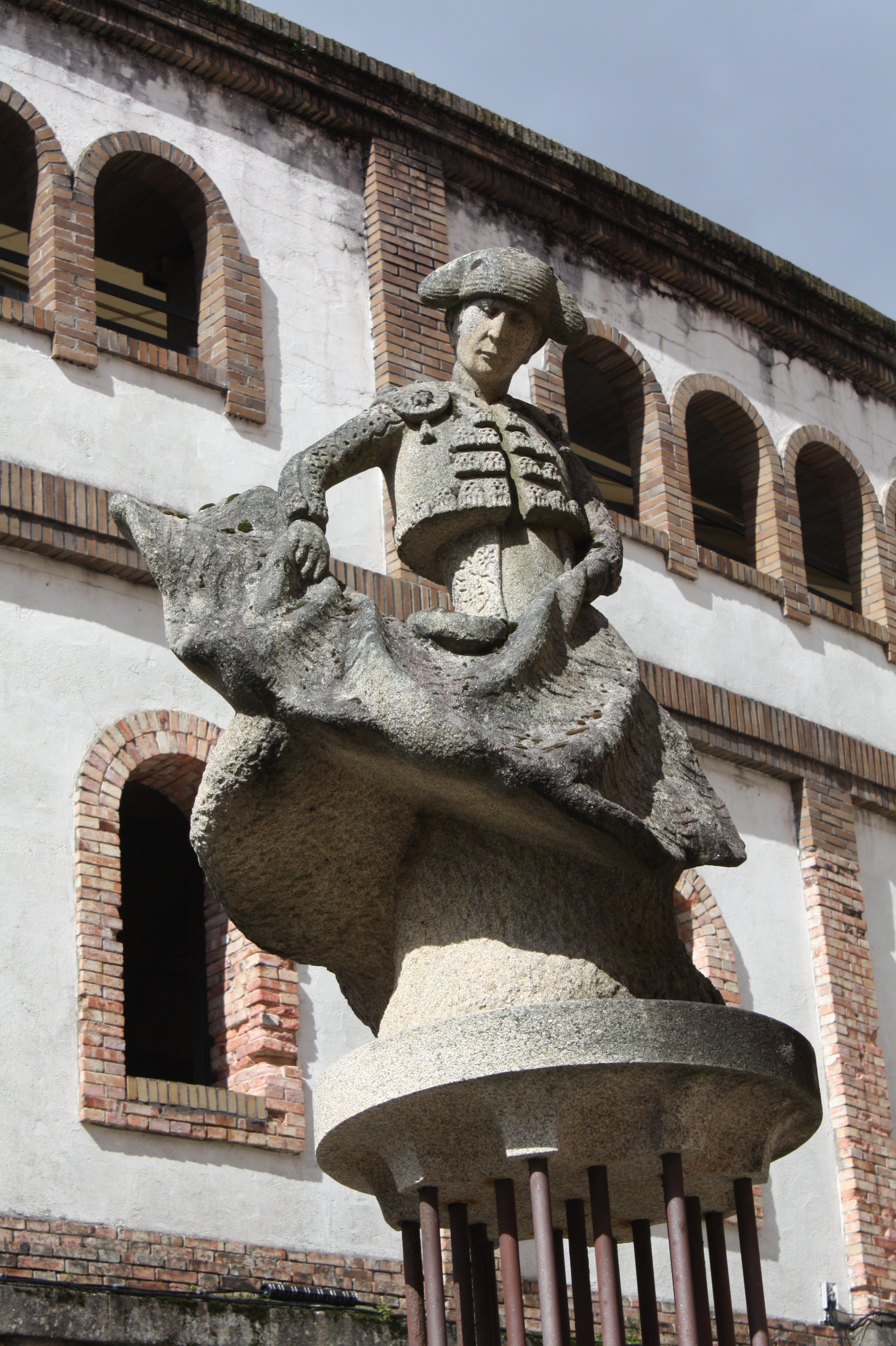